# Wasser-Spitzmausratte
Die Wasser-Spitzmausratte (Waiomys mamasae) ist ein kleines Nagetier aus der Familie der Langschwanzmäuse (Muridae) das auf der indonesischen Insel Sulawesi vorkommt. Waiomys mamasae ist die einzige Art der damit monotypischen Gattung Waiomys. Der wissenschaftliche Gattungsname setzt sich aus dem Wort ‘wai’ (= Wasser) aus der indigenen Sprache Mamasa Toraja und dem griechischen Wort für Maus (‘mys’) zusammen und deutet auf die semi-aquatische Lebensweise der Art hin. Das Art-Epitheton mamasae nimmt Bezug auf die lokale Bevölkerung, die das Tier in ihrer Sprache als ‘Wasserratte’ bezeichnet. Der Holotyp der Art ist ein ausgewachsenes Männchen, das am 12. Mai 2012 gefangen wurde, als es im flachen Wasser eines schnellfließenden Bergflusses schwamm.

## Merkmale
Die Gesamtlänge des Holotyps beträgt 288 mm, wobei 159 mm auf den Schwanz entfallen, der damit etwa 25 % länger ist als die Kopf-Rumpf-Länge. Das Gewicht betrug 64 g. Verglichen mit der Körperlänge ist der Kopf von Waiomys mamasae der kürzeste aller Spitzmausratten von Sulawesi. Das Foramen infraorbitale ist groß und blattförmig, das Foramen magnum groß. Die Augen sind klein (⌀ ~2 mm) und im Kopffell fast nicht zu erkennen; die kurzen, 11 mm langen Ohren sind innen und außen stark behaart. Die oben und unten abgeflachte Schnauze ist breit. Die Schneidezähne sind schmal; ihr Zahnschmelz ist orange gefärbt. Auf jeder Hälfte beider Kiefer sitzen drei Molaren. Die Tasthaare stehen mäßig dicht und sind steif. Ihre Basis ist schwarz, das Ende ist unpigmentiert. Die meisten Tasthaare sind 5 bis 25 mm lang, einige wenige sind bis zu 40 mm lang und reichen damit über die Ohrmuscheln.
Das graubraune Rückenfell ist weich, fein und extrem dicht, das hellgraue Bauchfell ist ähnlich. Der Schwanz hat auf seiner Unterseite weiße Haare. Das Haar des Unterfells ist kürzer als 10 mm, grau an der Haarwurzel und hat hellbraune Spitzen. Das spärlich stehende, etwa 10 mm lange Deckhaar ist proximal grau und distal dunkelbraun gefärbt und ragt nur wenige Millimeter über das Unterfell. Die Haare des Rückenfells ragen nahezu senkrecht aus der Haut und können in jede Richtung gebürstet werden. Das Bauchfell ist weich und dicht und besteht aus dem Unterfell sowie einem feinen, weißen Deckhaar, das fast 5 mm über die Unterwolle aufragt. Die Basis der Unterfellhaare ist dunkelgrau, das distale Viertel hellgrau. Sowohl die Farbe der Rücken- als auch der Bauch- und Kopfhaare ist relativ uniform. Das Bauchfell bildet auf dem Hinterteil oberhalb der Hinterbeine zwei auffällige weiße Flecken (⌀ ca. 10 mm) und es erstreckt sich etwa 15 mm auf jeder Seite der Schwanzbasis. Das graubraune Rückenfell erstreckt sich bis zu den Fingern der Vorderpfoten und reicht an den langen Hinterbeinen bis zu den Knöcheln. Die Hinterpfoten haben kein Hypothenar, aber seitlich ein großes Thenar.
Wie die in den Bergen von Neuguinea vorkommenden Spitzmausratten (die Gattung Baiyankamys mit zwei Arten) und die Monckton-Schwimmratte (Crossomys moncktoni) unterscheidet sich auch die Wasser-Spitzmausratte von den im Tiefland lebenden Arten durch das weiche, graue Fell und die kleinen Ohren.

## Systematik
Eine phylogenetische Analyse stellt Waiomys mamasae in eine nahe Verwandtschaft mit der Kleinen Sulawesi-Spitzmausratte (Melasmothrix naso) und mit der langschnäuzigen Paucidentomys vermidax, die erst 2012 erstbeschrieben wurde.